# Luftfunkstelle

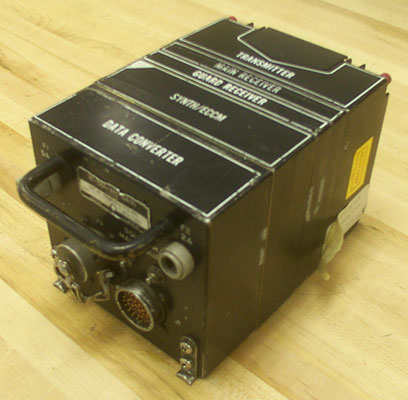
Militärische UHF-Luftfunkstelle AN/ARC-164 Have Quick II

Eine Luftfunkstelle (kurz: LuftFuSt; englisch aircraft station) ist gemäß Definition der Internationalen Fernmeldeunion eine mobile Funkstelle des Mobilen Flugfunkdienstes an Bord eines Luftfahrzeugs, ausgenommen Rettungsgerätfunkstellen.